# Список умерших в 721 году

## Февраль
- 13 февраля — Хильперик II, король франков из династии Меровингов, правил в Нейстрии и Бургундии (с 715) и Австразии (715—717 и 720—721).

## Май
- 7 мая — Иоанн Беверлийский, епископ Хексема (687—705), а затем епископ Йорка (705—718), католический святой.

## Декабрь
- 29 декабря — Императрица Гэммэй (61), 43-я императрица Японии (707—715).

## Дата смерти неизвестна или требует уточнения
- Ардо, король вестготов (714—721).
- Бертрада Прюмская, мать графа Хариберта Лаонского и бабушка Бертрады Лаонской, жены Пипина Короткого, короля Франков.
- Дунхад Бэк, король Кенел Габран с владениями в Кинтайре, затем гэльского королевства Дал Риада (719—721).
- Кинич-Кан-Хой-Читам II, правитель Баакульского царства со столицей в Паленке (702—721).
- Тервель, хан Дунайской Болгарии из династии Дуло (ок. 700—721).
- Фарамунд, епископ Кёльна (711/716—721/723).
- Этерскел мак Маэл Умай, король Мунстера (упоминается в 697 году и, возможно, в 713—721 годах).